# Gentiana sino-ornata
Gentiana sino-ornata es una especie de planta perenne perteneciente a la familia Gentianaceae. Es originaria del oeste de China y del Tíbet. 

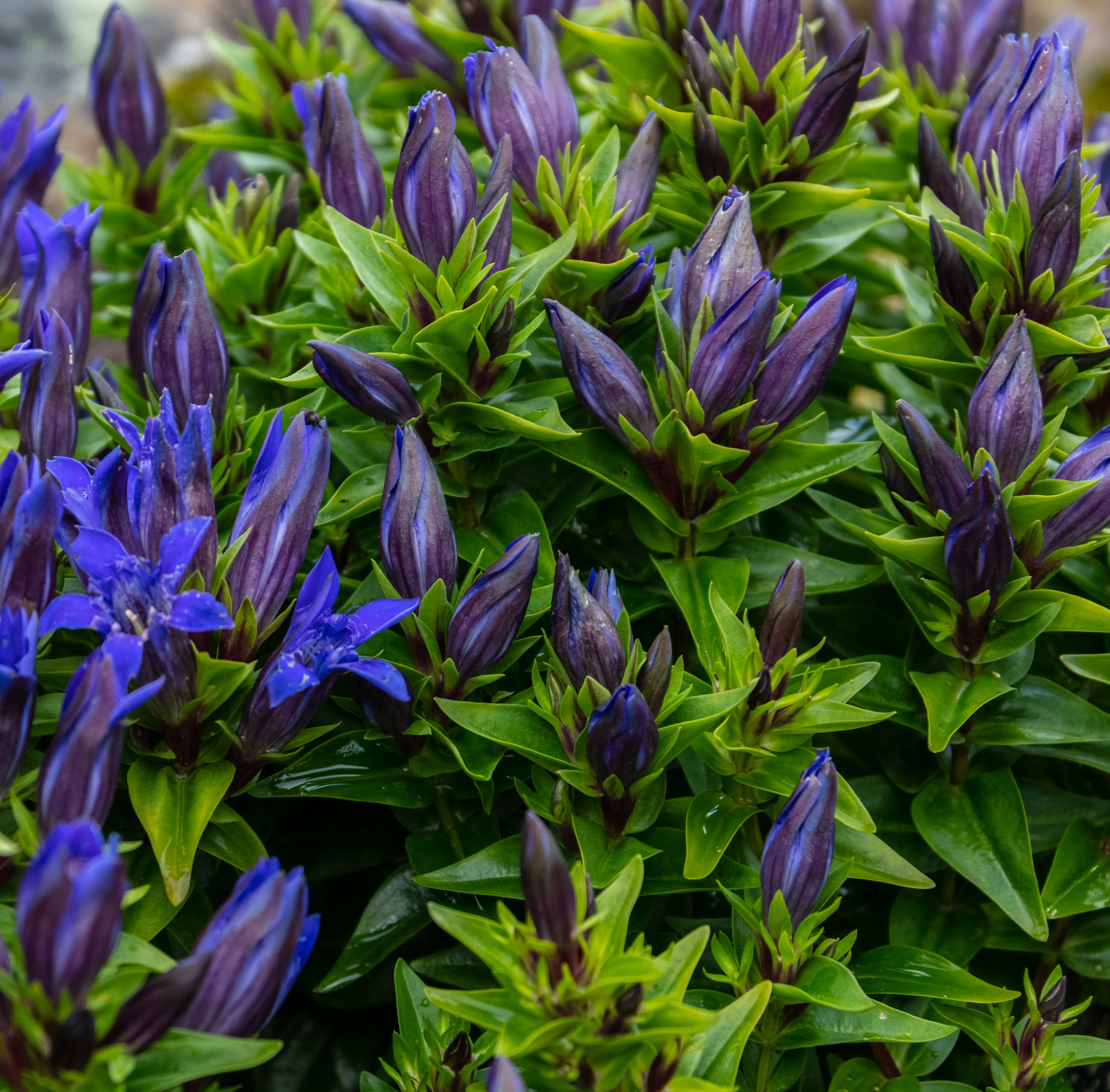
En su hábitat

## Descripción
Es una planta perenne de bajo crecimiento que alcanza un tamaño de 5-7 cm de altura, con múltiples tallos postrados de 15-30 cm de largo, teniendo flores con forma de trompeta de un azul puro con una garganta a rayas blancas y verdes, en otoño.
Esta planta ha ganado el Premio al Mérito Garden de la Royal Horticultural Society.

## Taxonomía
Gentiana sino-ornata fue descrita por Isaac Bayley Balfour y publicado en Bulletin of Miscellaneous Information Kew 1937: 160. 1937.
Etimología
Gentiana: Según Plinio el Viejo y Dioscórides, su nombre deriva del de Gencio, rey de Iliria en el siglo II a. C., a quien se atribuía el descubrimiento del valor curativo de la Gentiana lutea. El Banco de Albania ha recogido esta tradición: la Gentiana lutea está representada en el reverso del billete de 2000 lekë albaneses, emitido en 2008, en cuyo anverso figura el rey Gencio.
sino-ornata: epíteto
Sinonimia
- Gentiana ornata var. alba Forrest
- Gentiana ornata var. veitchii Iving
- Gentiana sino-ornata f. alba (Forrest) C.Marquand	basónimo
- Gentianodes sino-ornata (Balf.f.) Á.Löve & D.Löve	[8]